# 좀비 스트리퍼스
좀비 스트리퍼스(Zombie Strippers!)는 미국에서 제작된 제이 리 감독의 2008년 코미디, 공포 영화이다. 제나 제임슨 등이 주연으로 출연하였고 앤드류 골로브 등이 제작에 참여하였다.

## 출연

### 주연
- 제나 제임슨
- 로버트 잉글런드

### 조연
- 록시 세인트
- 페니 드레이크
- 휘트니 앤더슨
- 제니퍼 홀랜드
- 샴론 무어
- 제네트 소사
- 브래드 밀른
- 잭 킬버그
- 로라 바치
- 트래비스 우드
- 캘빈 그린
- 브라이언 그레이브스
- 게리 크라우스
- 아산테 존스
- 존 T. 우즈
- 티토 오티즈
- 데이비스 초
- 짐 램플리
- 딘 오스틴
- 데이빗 베어
- 그레고리 블레어
- 세르지오 캔디도
- 리코 데버로스
- 제니 플로이드
- 토머스 헤네시
- 샤론 다이안 킹
- 클레이튼 랜디
- 크리스탈 랜드럼
- 레이븐 렉시
- 토머스 린치
- 엔젤 마누엘
- 팀 마틴
- 배질 맥커리
- 애덤 메이르
- 로마 무어
- 로버트 오펠
- 마커스 프록터
- 브라이언 로빈슨
- 머레이 소척
- 마이클 안소니 스패디

## 제작진
- 공동제작: 캘빈 그린
- 협력프로듀서: 로라 바치
- 협력프로듀서: 바비 C. 킹
- 미술: 사라 쿠겔마스
- 세트: 페기 왕